# Jaroslav Kostelecký
Jaroslav Kostelecký (ur. 26 kwietnia 1979 w Uściu nad Łabą) – czeski kierowca wyścigowy.

## Biografia
Jest synem Jaroslava Kosteleckýego seniora, który startował między innymi w Formule Easter i Formule Škoda. Karierę rozpoczynał w 1991 roku od startów w kartingu. W latach 1991–1992 startował w mistrzostwach Czechosłowacji w klasie 50 cm³, a w latach 1993–1994 – w klasie 100 cm³. W 1994 roku zajął trzecie miejsce w międzynarodowych kartingowych mistrzostwach Czech. W 1995 roku zadebiutował w wyścigach formuł.
W 1996 roku po raz pierwszy startował samochodem Formuły 3. W tym samym roku wygrał Puchar Formuły 3 Strefy Środkowoeuropejskiej, ścigając się Dallarą F394. W 1997 roku wystartował w Niemieckiej Formule 3. W głównej serii nie został sklasyfikowany, ale zdobył mistrzostwo Formel 3 Trophy. W sezonie 2000 został wicemistrzem Pucharu Formuły 3 Strefy Środkowoeuropejskiej, zajął również trzecie miejsce w mistrzostwach Czech. W roku 2001 zdobył drugi tytuł w Pucharze Formuły 3 Strefy Środkowoeuropejskiej. W latach 2001–2002 wygrywał klasyfikację serii Österreichische Rennwagen Meisterschaft. W sezonie 2002 zajął czwarte miejsce w klasyfikacji Austriackiej Formuły 3. W sezonie 2003 był trzeci w klasyfikacji Pucharu Formuły 3 Strefy Środkowoeuropejskiej.

## Wyniki
| Legenda oznaczeń w tabelach wyników Wyświetl szablon na nowej stronie | Legenda oznaczeń w tabelach wyników Wyświetl szablon na nowej stronie                                                                     |
| Oznaczenie                                                            | Wyjaśnienie |
| --------------------------------------------------------------------- | --- |
| Złoty                                                                 | Zwycięzca lub mistrzostwo |
| Srebrny                                                               | 2. miejsce lub wicemistrzostwo |
| Brązowy                                                               | 3. miejsce lub II wicemistrzostwo |
| Zielony                                                               | Ukończył, punktował (w klasyfikacji generalnej, gdy zdobył co najmniej jeden punkt na przestrzeni sezonu, poza trzema powyższymi opcjami) |
| Niebieski                                                             | Ukończył, nie punktował (w klasyfikacji generalnej, gdy nie zdobył co najmniej jednego punktu na przestrzeni sezonu)                      |
| Czerwony                                                              | Nie zakwalifikował się (NZ) |
| Czerwony                                                              | Nie prekwalifikował się (NPK) |
| Różowy                                                                | Nie ukończył (NU) |
| Różowy                                                                | Niesklasyfikowany (NS) (w klasyfikacji generalnej, gdy nie został sklasyfikowany w żadnym wyścigu sezonu)                                 |
| Czarny                                                                | Zdyskwalifikowany (DK) |
| Czarny                                                                | Wykluczony (WYK/EX) |
| Biały                                                                 | Nie wystartował (NW) |
| Biały                                                                 | Kontuzjowany (K/INJ) |
| Biały                                                                 | Wyścig odwołany (OD/C) |
| Bez koloru                                                            | Został wycofany (WYC/WD) |
| Bez koloru                                                            | Nie przybył (NP/DNA) |
| Bez koloru                                                            | Nie brał udziału w treningach (NT/DNP) |
| Bez koloru                                                            | Nie został zgłoszony (–) |
| Pogrubienie                                                           | Start z pole position |
| Kursywa                                                               | Najszybsze okrążenie wyścigu |
| †                                                                     | Nie ukończył, ale jego rezultat został zaliczony ze względu na przejechanie więcej niż 90% dystansu wyścigu.                              |
| *                                                                     | Sezon w trakcie |
| 1/2/3                                                                 | Punktowana pozycja w sprincie kwalifikacyjnym                                                                                             |
| Lista systemów punktacji Formuły 1                                    | |

### Polska Formuła 3
| Rok  | Zespół                       | Samochód     | Silnik      | Wyniki w poszczególnych eliminacjach | Wyniki w poszczególnych eliminacjach | Wyniki w poszczególnych eliminacjach | Wyniki w poszczególnych eliminacjach | Wyniki w poszczególnych eliminacjach | Wyniki w poszczególnych eliminacjach | Pkt. | Msc. |
| ---- | ---------------------------- | ------------ | ----------- | ------------------------------------ | ------------------------------------ | ------------------------------------ | ------------------------------------ | ------------------------------------ | ------------------------------------ | ---- | ---- |
| 1996 |                              |              |             | Polska                               | Polska                               | Polska                               | Polska                               | Polska                               | Polska                               | 0    | NS   |
| 1996 | Chemopetrol Ring Racing Team | Dallara F394 | Mugen Honda | 2                                    | -                                    | -                                    | -                                    | -                                    | -                                    | 0    | NS   |

### Niemiecka Formuła 3
| Rok  | Zespół                  | Samochód     | Silnik | Wyniki w poszczególnych eliminacjach | Wyniki w poszczególnych eliminacjach | Wyniki w poszczególnych eliminacjach | Wyniki w poszczególnych eliminacjach | Wyniki w poszczególnych eliminacjach | Wyniki w poszczególnych eliminacjach | Wyniki w poszczególnych eliminacjach | Wyniki w poszczególnych eliminacjach | Wyniki w poszczególnych eliminacjach | Wyniki w poszczególnych eliminacjach | Wyniki w poszczególnych eliminacjach | Wyniki w poszczególnych eliminacjach | Wyniki w poszczególnych eliminacjach | Wyniki w poszczególnych eliminacjach | Wyniki w poszczególnych eliminacjach | Wyniki w poszczególnych eliminacjach | Wyniki w poszczególnych eliminacjach | Wyniki w poszczególnych eliminacjach | Pkt. | Msc. |
| ---- | ----------------------- | ------------ | ------ | ------------------------------------ | ------------------------------------ | ------------------------------------ | ------------------------------------ | ------------------------------------ | ------------------------------------ | ------------------------------------ | ------------------------------------ | ------------------------------------ | ------------------------------------ | ------------------------------------ | ------------------------------------ | ------------------------------------ | ------------------------------------ | ------------------------------------ | ------------------------------------ | ------------------------------------ | ------------------------------------ | ---- | ---- |
| 1997 |                         |              |        | Niemcy                               | Niemcy                               | Niemcy                               | Niemcy                               | Niemcy                               | Niemcy                               | Niemcy                               | Niemcy                               | Niemcy                               | Niemcy                               | Niemcy                               | Niemcy                               | Austria                              | Austria                              | Niemcy                               | Niemcy                               | Niemcy                               | Niemcy                               | 0    | NS   |
| 1997 | Chemopetrol Mus Team F3 | Dallara F396 | Opel   | 12                                   | 12                                   | 14                                   | 14                                   | 12                                   | 11                                   | 12                                   | 14                                   | NU                                   | NU                                   | 19                                   | 13                                   | 18                                   | 14                                   | 11                                   | 12                                   | 17                                   | 16                                   | 0    | NS   |

### Austriacka Formuła 3
| Rok  | Zespół                | Samochód     | Silnik | Wyniki w poszczególnych eliminacjach | Wyniki w poszczególnych eliminacjach | Wyniki w poszczególnych eliminacjach | Wyniki w poszczególnych eliminacjach | Wyniki w poszczególnych eliminacjach | Wyniki w poszczególnych eliminacjach | Wyniki w poszczególnych eliminacjach | Wyniki w poszczególnych eliminacjach | Wyniki w poszczególnych eliminacjach | Wyniki w poszczególnych eliminacjach | Wyniki w poszczególnych eliminacjach | Wyniki w poszczególnych eliminacjach | Wyniki w poszczególnych eliminacjach | Wyniki w poszczególnych eliminacjach | Wyniki w poszczególnych eliminacjach | Wyniki w poszczególnych eliminacjach | Wyniki w poszczególnych eliminacjach | Wyniki w poszczególnych eliminacjach | Pkt. | Msc. |
| ---- | --------------------- | ------------ | ------ | ------------------------------------ | ------------------------------------ | ------------------------------------ | ------------------------------------ | ------------------------------------ | ------------------------------------ | ------------------------------------ | ------------------------------------ | ------------------------------------ | ------------------------------------ | ------------------------------------ | ------------------------------------ | ------------------------------------ | ------------------------------------ | ------------------------------------ | ------------------------------------ | ------------------------------------ | ------------------------------------ | ---- | ---- |
| 1999 |                       |              |        | Austria                              | Austria                              | Czechy                               | Czechy                               | Czechy                               | Czechy                               | Czechy                               | Czechy                               | Chorwacja                            | Chorwacja                            | Chorwacja                            | Chorwacja                            | Czechy                               | Czechy                               | Niemcy                               |                                      |                                      |                                      | 29   | 10   |
| 1999 | Tokmakidis Motorsport | Dallara F398 | Opel   | 4                                    | 11                                   | 14                                   | 6                                    | 9                                    | 6                                    | -                                    | -                                    | -                                    | -                                    | -                                    | -                                    | -                                    | -                                    | -                                    |                                      |                                      |                                      | 29   | 10   |
| 2002 |                       |              |        | Austria                              | Austria                              | Austria                              | Austria                              | Niemcy                               | Niemcy                               | Czechy                               | Czechy                               | Czechy                               | Czechy                               | Czechy                               | Czechy                               | Niemcy                               | Niemcy                               | Niemcy                               | Niemcy                               |                                      |                                      | 100  | 4    |
| 2002 | KFR Team F3           | Dallara F300 | Opel   | 1                                    | 1                                    | 2                                    | 2                                    | -                                    | -                                    | -                                    | -                                    | 2                                    | 2                                    | -                                    | -                                    | -                                    | -                                    | -                                    | -                                    |                                      |                                      | 100  | 4    |
| 2003 |                       |              |        | Niemcy                               | Niemcy                               | Niemcy                               | Niemcy                               | Austria                              | Austria                              | Austria                              | Austria                              | Niemcy                               | Niemcy                               | Czechy                               | Czechy                               | Austria                              | Austria                              | Czechy                               | Czechy                               | Austria                              | Austria                              | 32   | 10   |
| 2003 | Czech National Team   | Dallara F302 | Opel   | -                                    | -                                    | -                                    | -                                    | -                                    | -                                    | -                                    | -                                    | -                                    | -                                    | 3                                    | 1                                    | -                                    | -                                    | -                                    | -                                    | -                                    | -                                    | 32   | 10   |